# Église Saint-Joseph
De Église Saint-Joseph (Nederlands: Sint-Jozefkerk) is een rooms-katholieke kerk in de Franse stad Le Havre. De kerk is gebouwd tussen 1951 en 1956 naar ontwerp van architect Auguste Perret, die ook de rest van de binnenstad van Le Havre ontwierp. De kerk is tevens een monument voor de verwoesting van Le Havre in de Tweede Wereldoorlog en de omgekomen burgers.

## Geschiedenis

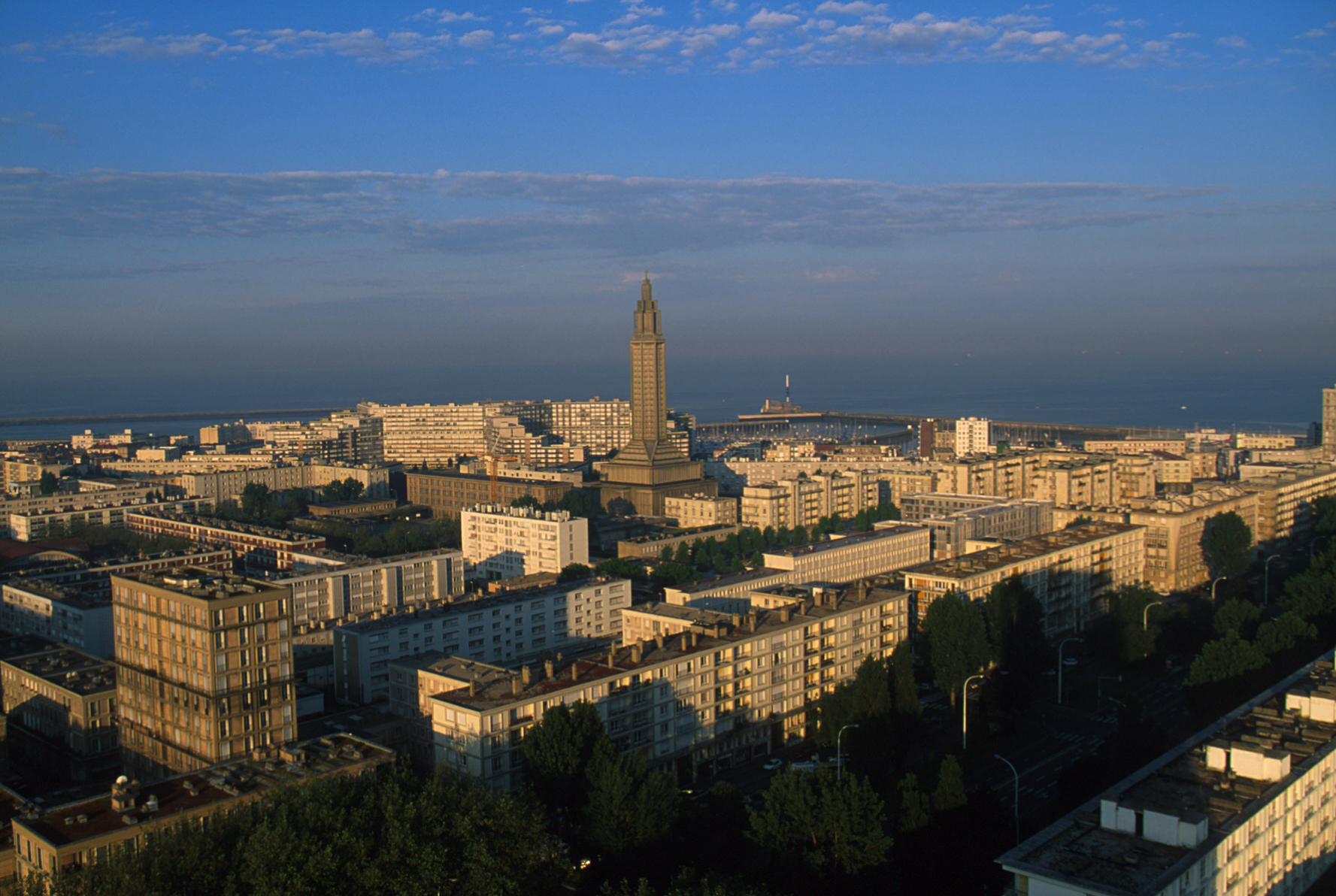
Uitzicht op het door Perret ontworpen gebied in Le Havre, met de Saint-Joseph in het midden

In 1865 werd in Le Havre een maritieme expositie gehouden met talrijke tentoonstellingspaviljoens. Vanaf 1868 werd het gebied waar deze expositie was gehouden ontwikkeld als woonwijk. De parochiekerk van St.-Joseph, een neogotische basiliek, werd voltooid in 1873.
Na de geallieerde landing in Normandië in de laatste fase van de Tweede Wereldoorlog bleef Le Havre in eerste instantie in handen van de Duitse bezetter. De verovering werd begin september 1944 met massale Britse bombardementen ingezet. De historische gebouwen in de stad werden bijna volledig vernield en minstens 5.000 inwoners kwamen om het leven.
De planning van de wederopbouw van de stad na de oorlog werd toevertrouwd aan de beroemde architect Auguste Perret (1874-1954), die de wederopbouw in geometrisch zichtbeton (brutalisme) uitvoerde. Het meest veeleisende bouwproject in deze herontwikkeling was de nieuwe Sint-Jozefskerk. De kerk zou niet alleen een religieuze functie hebben, maar ook dienen als gedenkteken. Op 21 oktober 1951 werd de eerste steen gelegd. Architect Raymond Audigier was betrokken bij de ontwikkeling van de plannen en voltooide de bouw na Perrets dood. De kerk werd geopend in juni 1957 en ingewijd in 1964.
In 1965 werd het opgenomen in de lijst van historische monumenten. De toren van de kerk werd in 1997 voorzien van binnenverlichting. De kerk is van 2003 tot 2005 gerenoveerd.
Sinds 2005 is het door Perret herbouwde gebied in Le Havre opgenomen in het Werelderfgoedregister van UNESCO.

## Architectuur en inrichting

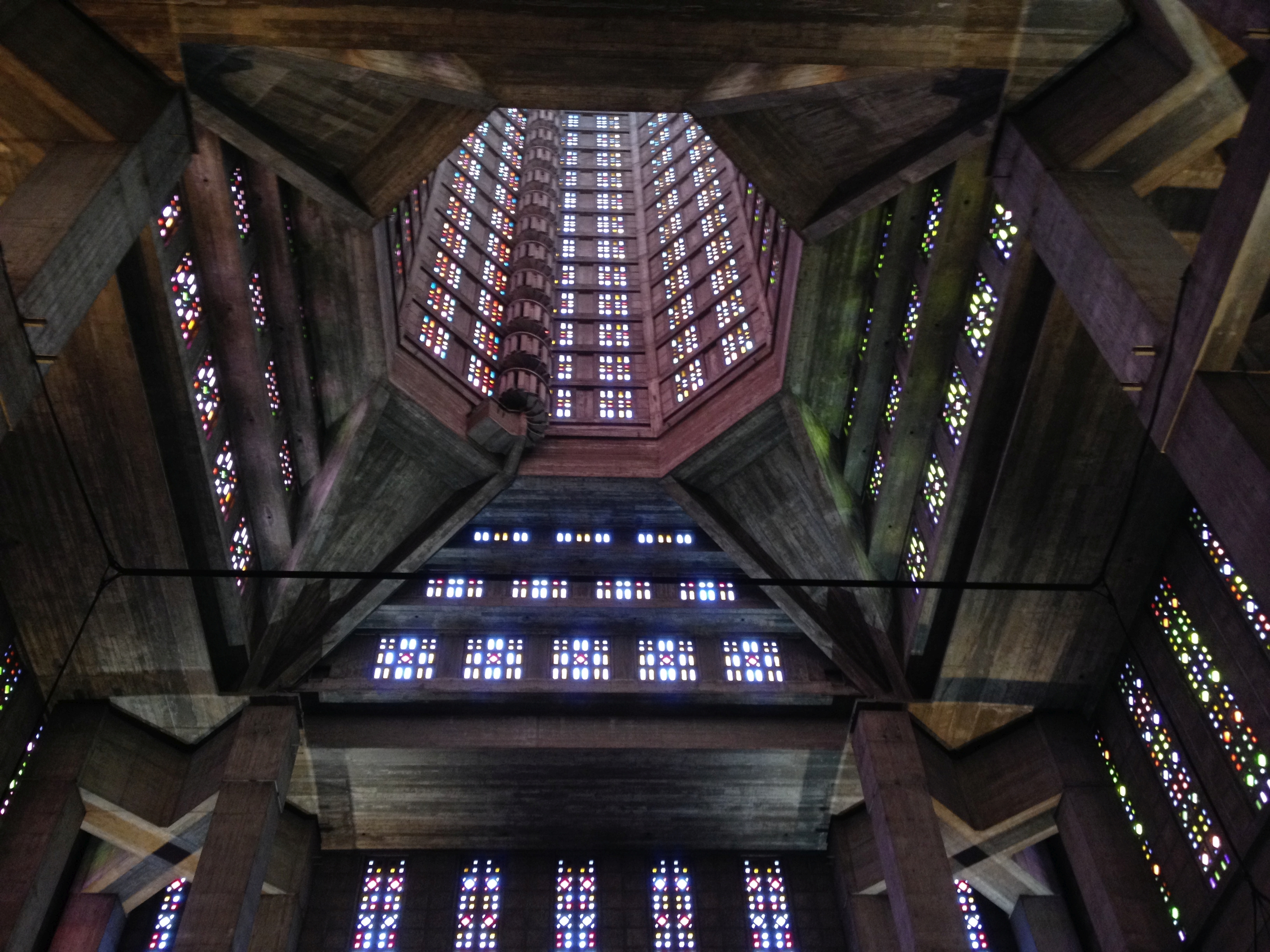
Binnenzicht

Het ontwerp van Saint-Joseph is gebaseerd op het ontwerp dat Perret in 1926 had ingediend bij de wedstrijd voor de votiefkerk van St. Jeanne d’Arc in Parijs. Dit ontwerp is nooit uitgevoerd. Voor Le Havre werden de gigantische afmetingen gereduceerd en de vorm verder verzakelijkt. Het basisidee van een neoklassieke vierkante hal met een kantlengte van 40,6 m bleef echter behouden. Boven de hal verrijst de lantaarntoren op vier groepen van elk vier zuilen. De hal bevat een kapel en een galerij tegen de buitenmuren. De totale hoogte is 107 m. De kerk is gebouwd op een betonnen sokkel van 2.000 m3 .
De toren is een lantaarn-gekroonde achthoek die naar binnen toe open is. De muren zijn opgedeeld in kleine ramen waarvan de symbolische kleurstelling is ontworpen door Marguérite Huré. Huré werd geïnspireerd door de loop van de zon: in het oosten de kleuren roze en paars, als symbool voor de geboorte; in het zuiden goud en oranje als symbool voor de triomf van Christus; in het westen overheersen rode en roze tinten en in het noorden blauwe tinten, de kleuren van de Maagd Maria. In de toren en de buitenkant van de kerk werden 12.768 stukken glas gebruikt
Het altaar bevindt zich centraal onder de toren. Altaar  en de overige liturgische inrichting is ontworpen door Guy Verdoya. Voor het gebouw werd 700 ton staal en 50.000 ton beton gebruikt. Figuratieve versiering ontbreekt volledig.